# Erik Davis
Erik Davis (ur. 1967 w Redwood City w stanie Kalifornia) – amerykański pisarz, historyk społeczny, niezależny dziennikarz i wykładowca, mitoznawca.
Obszarem jego zainteresowań jest cyberkultura, jej wpływ na funkcjonowanie jednostek i grup społecznych, a także związki pomiędzy nowoczesnymi technologiami i kulturą psychedeliczną, mitologią, magią, religiami Wschodu, okultyzmem. Współpracował m.in. z takimi magazynami, jak Wired, Details, Spin, Gnosis, ArtByte, Village Voice, LA Weekly i Rolling Stone.
Prowadził swoje wykłady m.in. w California Institute of Integral Studies i Instytut Esalen.
Jego najważniejsza książka, jak dotąd jedyna spośród jego książek, która doczekała się polskiego wydania, TechGnoza. Mit, magia + mistycyzm w wieku informacji, opisuje w jaki sposób myślenie magiczne, neopogaństwo, okultyzm przenikają technosferę, odwołując się zarówno do znanych krytyków społecznych i filozofów (Jean Baudrillard, Guy Debord, Douglas Rushkoff), jak i ezoteryków pokroju Gurdżijewa.
Napisał m.in. książkę poświęconą słynnemu zespołowi rockowemu Led Zeppelin.